# Rønninge
Rønninge is een plaats in de Deense regio Zuid-Denemarken, gemeente Kerteminde. De plaats telt 263 inwoners (2020).